# 18 Again!
18 Again! (en España Plantón al cielo), es una película de comedia estadounidense de 1988 dirigida por Paul Flaherty. Está protagonizada por George Burns y Charlie Schlatter. La trama implica un cambio de las almas del nieto con su abuelo debido a un accidente de tráfico. Este fue uno de una serie de películas independientes, incluyendo Like Father, Like Son, y Vice Versa, producidas a finales de los años 1980, con una trama similar.

## Sinopsis
Jack Watson (George Burns) es un millonario playboy y empresario que está a punto de cumplir 81 años justo cuando su nieto David (Charlie Schlatter) está a punto de cumplir 18, pero Jack lamenta su vejez y desea volver a sus años de adolescencia. Cuando un accidente intercambia sus almas, Jack vive la vida de su nieto y todo lo que ello implica: escuela, deportes y romance. Desafortunadamente, David recibe la peor parte del trato, ya que no solo está atrapado en el cuerpo de su abuelo de 81 años, sino que también está en coma. El único que conoce la verdad es su amigo de toda la vida Charlie, a quien Jack pudo convencer al recordar experiencias que solo ellos sabían.
Jack se acerca a su familia desde un punto de vista fresco y no siempre le gusta lo que ve: ha sido un padre distante para su hijo Arnie y ha ignorado repetidamente sus ideas para mejorar la empresa familiar. La fraternidad universitaria a la que obligó a David a unirse (su antigua alma mater) lo está intimidando regularmente y lo está obligando a escribir sus exámenes finales. También descubre que su novia Madeline es infiel cuando intenta seducirlo, pensando que es el nieto de Jack. Decidiendo hacer las cosas bien, Jack en el cuerpo de David decide tomar el control convenciendo a su padre (o más bien, al hijo de Jack) para implementar sus ideas en el negocio familiar y utiliza sus habilidades para jugar al póquer para vencer a los chicos de la fraternidad mientras apuesta $1000 a que vencerá al líder de la fraternidad, Russ, en la próxima carrera de atletismo. Jack también impresiona a una chica llamada Robin, que se siente atraída por el estilo anticuado de David con pajaritas y su vívido relato de la Segunda Guerra Mundial y el encuentro con el presidente Harry S. Truman.
Sin embargo, Jack se da cuenta demasiado tarde de que ha dejado la mitad de todo a Madeline, quien convence a Arnie y a su esposa de desconectar el cuerpo de Jack, de 81 años, del soporte vital. Sabiendo que esto matará a David, Jack y Charlie se apresuran al hospital para evitarlo, alejando el cuerpo de Jack de un enfermero. Cuando chocan en la capilla del hospital, las mentes de Jack y David vuelven a sus cuerpos correctamente, y Jack despierta. Jack todavía tiene asuntos pendientes, ya que en el cuerpo de David desafió al presidente de la fraternidad a una carrera, y ahora David debe enfrentarlo.
Jack da ánimos a David, y David vence al presidente de la fraternidad. Luego, Jack anima a David a perseguir a Robin, quien está interesada en él. En privado, Jack le dice a Arnie que su mayor error fue tratar de hacer que él y David revivieran su propia vida, y anima a Arnie a fomentar el interés de David por el arte, lo cual Jack también hará al involucrar a David en el aspecto de diseño gráfico del negocio familiar. Finalmente, Jack enfrenta a Madeline diciéndole que sabe que intentó seducir a David y que está al tanto de que solo está interesada en su cuenta bancaria. La echa de la casa y le hace saber que ha reescrito su testamento para incluir a su familia y a su fiel mayordomo Horton, a quien ordena que eche a Madeline. Robin y David comienzan su relación, y la película termina con Jack contándole a David todo sobre Harry S. Truman.

## Reparto
| Actor              | Personaje                  |
| ------------------ | -------------------------- |
| George Burns       | Jack Watson                |
| Charlie Schlatter  | David Watson / Jack Watson |
| Tony Roberts       | Arnold 'Arnie' Watson      |
| Miriam Flynn       | Betty Watson               |
| Red Buttons        | Charlie                    |
| Anita Morris       | Madeline                   |
| Pauly Shore        | Barrett                    |
| Jennifer Runyon    | Robin Morrison             |
| George DiCenzo     | Entrenador                 |
| Bernard Fox        | Horton                     |
| Kenneth Tigar      | Profesor Swivet            |
| Earl Boen          | Padre de Robin             |
| Toni Sawyer        | Madre de Robin             |
| Stephanie Baldwin  | Hermana de Robin           |
| Anthony Starke     | Russ Deacon                |
| Bernard Fox        | Horton                     |
| Nancy Fox          | Rita la mesera             |
| Hal Smith          | Irv                        |
| Benny Baker        | Red                        |
| Kimberlin Brown    | Recepcionista              |
| Karl Wiedergott    | Miembro del equipo         |
| Pat Crawford Brown | Anciana                    |

## Recepción
Roger Ebert le da a la película una puntuación de 1 y medio sobre 4. La compara con "Like Father Like Son" y "Vice Versa", calificando a "Al revés" como la mejor de las tres, de lejos. Él declaró: "Todo el proyecto parece haber estado envuelto en un miasma de buenas intenciones y sentimientos reconfortantes. No hay filo, no hay mordida y ninguno de los gestos corporales inspirados que hicieron que 'Al revés' fuera tan especial. La película no hace ningún intento real de imaginar cómo sería habitar otro cuerpo; simplemente nos lanza el truco y comienza a desenrollar su trama de comedia de situación. Aunque Burns es, por supuesto, una institución querida, y cualquier oportunidad de verlo es bienvenida, no se le da mucho que hacer en la película, y él no hace mucho con eso... No se ha hecho ningún esfuerzo real para encontrar diferencias entre Burns y el personaje que interpreta en esta película".
Janet Maslin fue crítica con la película por dejar a George Burns en coma cuando es a quien vino a ver el público, y dice que "no está dirigida con éxito a nadie en particular".
"¡De vuelta a los 18!" tiene una calificación del 29% en Rotten Tomatoes basada en 7 críticas.